# Lobbaltjärnarna (Jokkmokks socken, Lappland, 735235-170043)
Lobbaltjärnarna är en sjö i Jokkmokks kommun i Lappland och ingår i Luleälvens huvudavrinningsområde.